# Breuillet (Charente-Maritime)
Breuillet település Franciaországban, Charente-Maritime megyében. Lakosainak száma 3060 fő (2022. január 1.). Breuillet Chaillevette, Le Gua, Mornac-sur-Seudre, Saint-Augustin, Saint-Palais-sur-Mer, Saint-Sulpice-de-Royan és Vaux-sur-Mer községekkel határos.

## Népesség
A település népességének változása:
| Lakosok száma | 926  | 1346 | 1863 | 2495 | 2694 | 2777 | 2917 | 3010 | 3031 | 3060 |
|               | 1968 | 1982 | 1990 | 2006 | 2013 | 2015 | 2017 | 2019 | 2020 | 2022 |